# Neotima peterseni
Neotima peterseni is een hydroïdpoliep uit de familie Eirenidae. De poliep komt uit het geslacht Neotima. Neotima peterseni werd in 1984 voor het eerst wetenschappelijk beschreven door Bouillon. 